# ニルス・リードホルム
ニルス・リードホルム（Nils Liedholm、1922年10月8日 - 2007年11月5日）は、スウェーデン出身のサッカー選手、サッカー指導者。選手時代のポジションはMF。
スウェーデン代表や選手時代の大半を過ごしたACミランでは、同僚のグンナー・ノルダール、グンナー・グレンと共に「グレ・ノ・リ」トリオ (Gre-No-Li) を形成し活躍。現役引退後には指導者としても成功を収めた。

## 経歴

### 選手時代
リードホルムは1942年にIKスレイプニルで選手キャリアをスタートさせる。1946年からはIFKノーショーピングへ移籍し、2度のリーグ制覇に貢献した。1949年にイタリアのACミランへ移籍し、同年9月11日のサンプドリア戦でリーグデビューを飾るとレギュラーに定着し、1949-50シーズンには37試合出場18得点を記録した。そして在籍期間中に4度のリーグ制覇（1951年、1955年、1957年、1959年）と2度のラテンカップ制覇（1951年、1956年）、そして1958年のUEFAチャンピオンズカップでは主将として決勝のレアル・マドリード戦に出場し準優勝に貢献した（試合は2-3でミランの敗北）。
リードホルムはグンナー・ノルダール（セリエA通算257試合出場225得点の記録保持者）の得点の多くをアシストした。またフィジカルトレーニングの重要性を理解していた初の選手の一人であった。その為、練習時間の中で他の選手よりも多くの時間をフィジカルトレーニングに費やした。また週に2回は100メートル走、3000メートル走、投げ槍、砲丸投げと高跳びを行ったという。この事が40歳近くまで現役を続ける事が出来た要因となった。
スウェーデン代表としては1946年に代表デビューを飾り、1948年のロンドンオリンピック金メダル獲得に貢献。1958年のFIFAワールドカップ・スウェーデン大会では主将として大会に挑み、同国の決勝進出に貢献した。決勝のブラジル戦では前半4分に先制点を決めたが、ブラジルの反撃もあり2-5で敗れた。

### 監督時代
現役引退後は指導者の道へ進み、古巣のACミランやフィオレンティーナで監督を務めた。そして1979年にASローマの監督に就任すると、2度のリーグ制覇（1979年、1983年）、3度のコッパ・イタリア制覇（1981年、1983年、1984年）、1984年のUEFAチャンピオンズカップ準優勝（決勝でリヴァプールFCにPK戦の末に敗退）に導いた。ローマ時代にはパウロ・ロベルト・ファルカンやブルーノ・コンティらの攻撃陣と、当時のイタリアでは珍しいゾーンディフェンスを採用して成功を収めた。

### その後
晩年もイタリア国内に留まり、息子と共にブドウ園を運営していた。また、20世紀の終わりにはスウェーデンの大手新聞社Aftonbladetの読者投票による20世紀最高のスウェーデン人選手に選出された。
2007年11月5日にアレッサンドリア県の自宅で死去、85歳没。